# Hustler Video
Hustler Video és un estudi de cinema pornogràfic estatunidenc. És propietat de Larry Flynt i és part de la gamma d'empreses Hustler, que inclou la revista Hustler, the Hustler Casino i els punts de venda Hustler Hollywood. L'any 2003 Hustler Vídeo va comprar VCA Pictures, que manté una identitat separada dins del conglomerat LFP.
Hustler Video és conegut per les seves paròdies de pel·lícules comercials, i de celebritats com Paris Hilton, David Hasselhoff o Lindsay Lohan i programes de TV com "Happy Days", "Star Trek" i "Glee".
En 2008 en resposta a la selecció del candidat presidencial Republicà John McCain, de la seva companya de fórmula, la governadora de Alaska Sarah Palin, Hustler va col·locar un anunci a Craigslist, buscant un "doppelgänger" (és a dir, una doble) de Sarah Palin disposada a protagonitzar una pel·lícula pornogràfica. La pel·lícula, Who's Nailin' Paylin, fou llançada el 4 de novembre de 2008, finalment protagonitzada per Lisa Ann.

## Premis
La següent és una selecció d'alguns dels principals premis pornografícos que l'estudi ha guanyat.
- 2002 AVN Award - 'Best All-Sex DVD' per Porno Vision[4]
- 2002 AVN Award - 'Best All-Sex Film' per Porno Vision[4]
- 2002 AVN Award - 'Top Selling Release of the Year' per Snoop Dogg's Doggystyle[4]
- 2003 AVN Award - 'Best Ethnic-Themed Release' per Liquid City[4]
- 2003 AVN Award - 'Best Art Direction - Film' - Kris Kramski per America XXX[4]
- 2003 AVN Award - 'Best Vignette Series per Barely Legal[4]
- 2004 AVN Award - 'Best Vignette Series per Barely Legal[4]
- 2004 AVN Award - 'Top Selling Release of the Year' per Snoop Dogg's Hustlaz: Diary of a Pimp[4]
- 2004 AVN Award - 'Best Ethnic-Themed Release - Black' per Snoop Dogg's Hustlaz: Diary of a Pimp[4]
- 2005 AVN Award - 'Best Amateur Release' per Adventure Sex[4]
- 2005 AVN Award - 'Best All-Sex Release' per Stuntgirl[4]
- 2006 AVN Award - 'Best All-Sex Release' per Squealer[4]
- 2007 AVN Award - 'Best Pro-Am or Amateur Series' per Beaver Hunt[4]
- 2008 AVN Award - 'Best Interactive DVD' per InTERActive[5]
- 2008 AVN Award - 'Best Vignette Series per Barely Legal School Girls[5]
- 2009 AVN Award - 'Best Specialty Series - Other Genre' per Taboo[6]
- 2009 AVN Award - 'Clever Title of the Year' per Strollin in the Colon[6]
- 2010 XBIZ Award - 'Parody Release of the Year' per Not the Bradys XXX: Marcia[7]
- 2011 XBIZ Award - 'Best Art Direction' per This Ain't Avatar XXX 3D[7]
- 2011 XBIZ Award - 'Marketing Campaign of the Year' per This Ain't Avatar XXX[7]
- 2012 XBIZ Award - 'Parody Studio of the Year'[8]
- 2013 XBIZ Award Nominee - 'Studio of the Year', 'Parody Release of the Year-Comedy' per This Ain't Nurse Jackie XXX; altres nominacions foren: 'Vignette Release of the Year' per Barely Legal 124 i 'Vignette Series of the Year' per Barely Legal i 'All-Girl Series of the Year' per My First Lesbian Experience[9]
- 2014 AVN Award — Best Retail Chain – Large[10]
- 2014 XBIZ Award - 'Vignette Release of the Year' per Busty Beauties Car Wash[11]

## Qüestions legals
En 2011, Hustler Vídeo va ser multat amb la suma de $14,175 per la seguretat dels treballadors en tres reclamacions separades: la falta de dispositius de protecció per als treballadors, el fracàs per a mantenir les polítiques la salut i el fracàs per a proporcionar vacunes als treballadors.